# Ґоранін (Конінський повіт)
Ґоранін (пол. Goranin) — село в Польщі, у гміні Слесін Конінського повіту Великопольського воєводства.
Населення — 70 осіб (2011).
У 1975-1998 роках село належало до Конінського воєводства.

## Демографія
Демографічна структура станом на 31 березня 2011 року:
|          | Загалом | Допрацездатний вік | Працездатний вік | Постпрацездатний вік |
| -------- | ------- | ------------------ | ---------------- | -------------------- |
| Чоловіки | 34      | 10                 | 21               | 3                    |
| Жінки    | 36      | 8                  | 22               | 6                    |
| Разом    | 70      | 18                 | 43               | 9                    |